# Saint-Dionisy
Saint-Dionisy (précédemment Saint-Dionizy) est une commune française située dans le sud du département du Gard en région Occitanie.
Exposée à un climat méditerranéen, elle est drainée par le Rhony et par divers autres petits cours d'eau. La commune possède un patrimoine naturel remarquable composé d'une zone naturelle d'intérêt écologique, faunistique et floristique.
Saint-Dionisy est une commune urbaine qui compte 1 071 habitants en 2022, après avoir connu une forte hausse de la population depuis 1968. Elle est dans l'agglomération de Langlade et fait partie de l'aire d'attraction de Nîmes. Ses habitants sont appelés les Saint-Dionisyens ou  Saint-Dionisyennes.
Le patrimoine architectural de la commune comprend un immeuble protégé au titre des monuments historiques : l'oppidum de Nages, inscrit en 1980 puis classé en 2006.

## Toponymie
Dionisy qui renvoie à Dionysius est le même nom que Denis, premier évêque de Paris, martyrisé à Montmartre sous l'empereur Dèce, vers 250. Enseveli sous la basilique éponyme, il est représenté décapité, se relevant pour porter sa tête. Nom issu du grec Dionysos (fils de Zeus). Patron des oiseaux, il est invoqué contre les maux de tête.

## Géographie
Les communes limitrophes sont  Calvisson, Clarensac, Langlade, Nages-et-Solorgues et Saint-Côme-et-Maruéjols.
| Saint-Côme-et-Maruéjols | Clarensac          |          |
| Calvisson               | Saint-Dionisy      | Langlade |
|                         | Nages-et-Solorgues |          |

Saint-Dionisy, commune de la communauté d'agglomération de Nîmes Métropole, est l'une des 79 communes membres du Schéma de Cohérence Territoriale SCOT du Sud du Gard (voir lien) et fait également partie des 41 communes du Pays Garrigues Costières.

### Climat
Pour des articles plus généraux, voir Climat de l'Occitanie et Climat du Gard.
En 2010, le climat de la commune est de type climat méditerranéen franc, selon une étude s'appuyant sur une série de données couvrant la période 1971-2000. En 2020, Météo-France publie une typologie des climats de la France métropolitaine dans laquelle la commune est exposée à un climat méditerranéen et est dans la région climatique Provence, Languedoc-Roussillon, caractérisée par une pluviométrie faible en été, un très bon ensoleillement (2 600 h/an), un été chaud (21,5 °C), un air très sec en été, sec en toutes saisons, des vents forts (fréquence de 40 à 50 % de vents > 5 m/s) et peu de brouillards.
Pour la période 1971-2000, la température annuelle moyenne est de 14,1 °C, avec une amplitude thermique annuelle de 17,1 °C. Le cumul annuel moyen de précipitations est de 787 mm, avec 6,2 jours de précipitations en janvier et 2,8 jours en juillet. Pour la période 1991-2020, la température moyenne annuelle observée sur la station météorologique la plus proche, située sur la commune de Gallargues-le-Montueux à 10 km à vol d'oiseau, est de 15,5 °C et le cumul annuel moyen de précipitations est de 674,8 mm,. Pour l'avenir, les paramètres climatiques de la commune estimés pour 2050 selon différents scénarios d'émission de gaz à effet de serre sont consultables sur un site dédié publié par Météo-France en novembre 2022.

### Milieux naturels et biodiversité

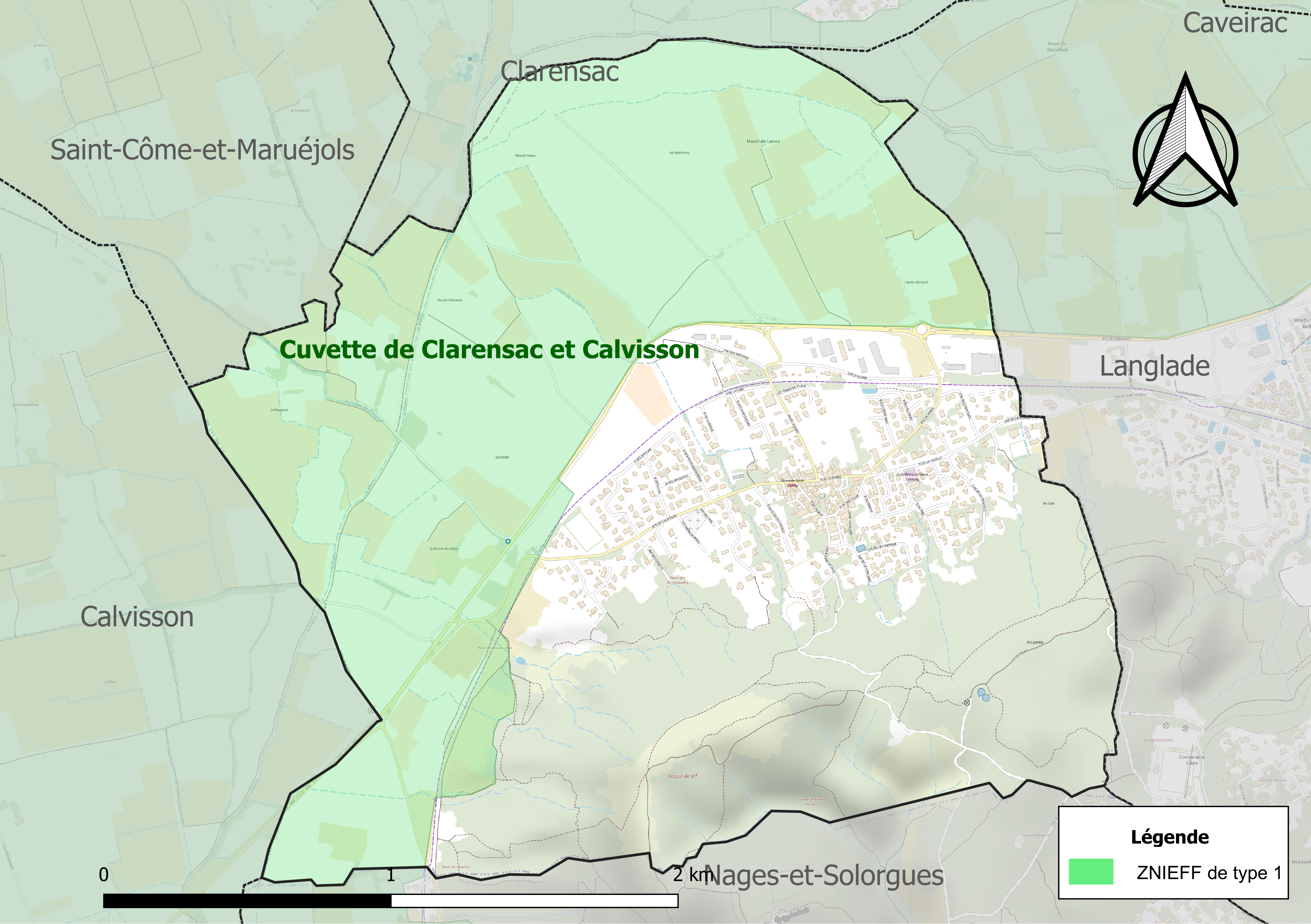
Carte de la ZNIEFF de type 1 localisée sur la commune.

L’inventaire des zones naturelles d'intérêt écologique, faunistique et floristique (ZNIEFF) a pour objectif de réaliser une couverture des zones les plus intéressantes sur le plan écologique, essentiellement dans la perspective d’améliorer la connaissance du patrimoine naturel national et de fournir aux différents décideurs un outil d’aide à la prise en compte de l’environnement dans l’aménagement du territoire.
Une ZNIEFF de type 1 est recensée sur la commune :
la « Cuvette de Clarensac et Calvisson » (2 641 ha), couvrant 8 communes du département.

## Urbanisme

### Typologie
Au 1er janvier 2024, Saint-Dionisy est catégorisée petite ville, selon la nouvelle grille communale de densité à sept niveaux définie par l'Insee en 2022.
Elle appartient à l'unité urbaine de Langlade, une agglomération intra-départementale regroupant trois  communes, dont elle est une commune de la banlieue,,. Par ailleurs la commune fait partie de l'aire d'attraction de Nîmes, dont elle est une commune de la couronne,. Cette aire, qui regroupe 92 communes, est catégorisée dans les aires de 200 000 à moins de 700 000 habitants,.

### Occupation des sols
L'occupation des sols de la commune, telle qu'elle ressort de la base de données européenne d’occupation biophysique des sols Corine Land Cover (CLC), est marquée par l'importance des territoires agricoles (52,3 % en 2018), en diminution par rapport à 1990 (63,3 %). La répartition détaillée en 2018 est la suivante : 
zones agricoles hétérogènes (30,6 %), milieux à végétation arbustive et/ou herbacée (25,8 %), cultures permanentes (21,7 %), zones urbanisées (18,5 %), forêts (3,4 %). L'évolution de l’occupation des sols de la commune et de ses infrastructures peut être observée sur les différentes représentations cartographiques du territoire : la carte de Cassini (XVIIIe siècle), la carte d'état-major (1820-1866) et les cartes ou photos aériennes de l'IGN pour la période actuelle (1950 à aujourd'hui).

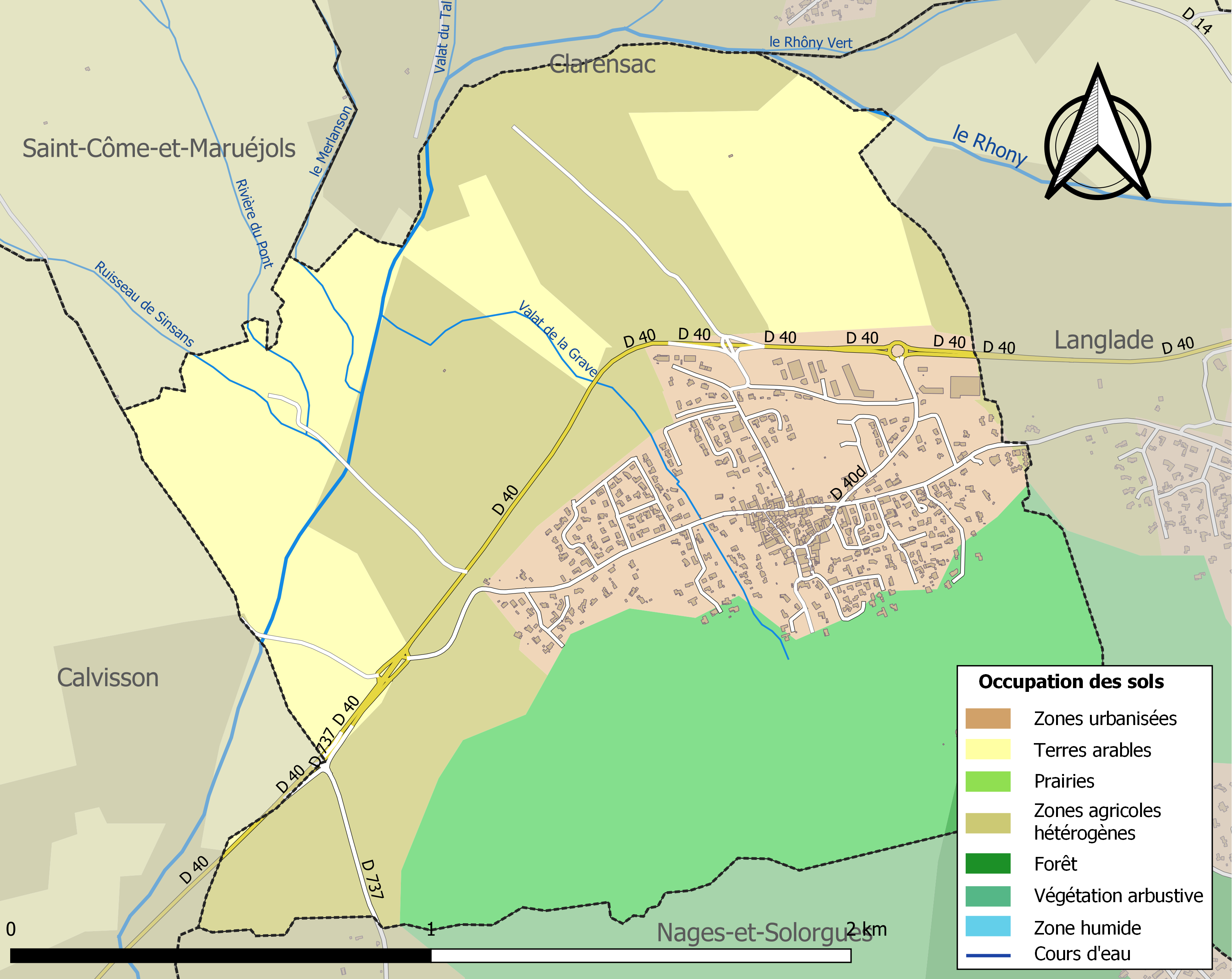
Carte des infrastructures et de l'occupation des sols de la commune en 2018 (CLC).

### Risques majeurs
Le territoire de la commune de Saint-Dionisy est vulnérable à différents aléas naturels : météorologiques (tempête, orage, neige, grand froid, canicule ou sécheresse), inondations, feux de forêts et séisme (sismicité faible). Il est également exposé à un risque technologique,  le transport de matières dangereuses. Un site publié par le BRGM permet d'évaluer simplement et rapidement les risques d'un bien localisé soit par son adresse soit par le numéro de sa parcelle.

#### Risques naturels
Certaines parties du territoire communal sont susceptibles d’être affectées par le risque d’inondation par débordement de cours d'eau et par une crue torrentielle ou à montée rapide de cours d'eau, notamment le Rhony. La commune a été reconnue en état de catastrophe naturelle au titre des dommages causés par les inondations et coulées de boue survenues en 1982, 1988, 2002, 2005 et 2021,.

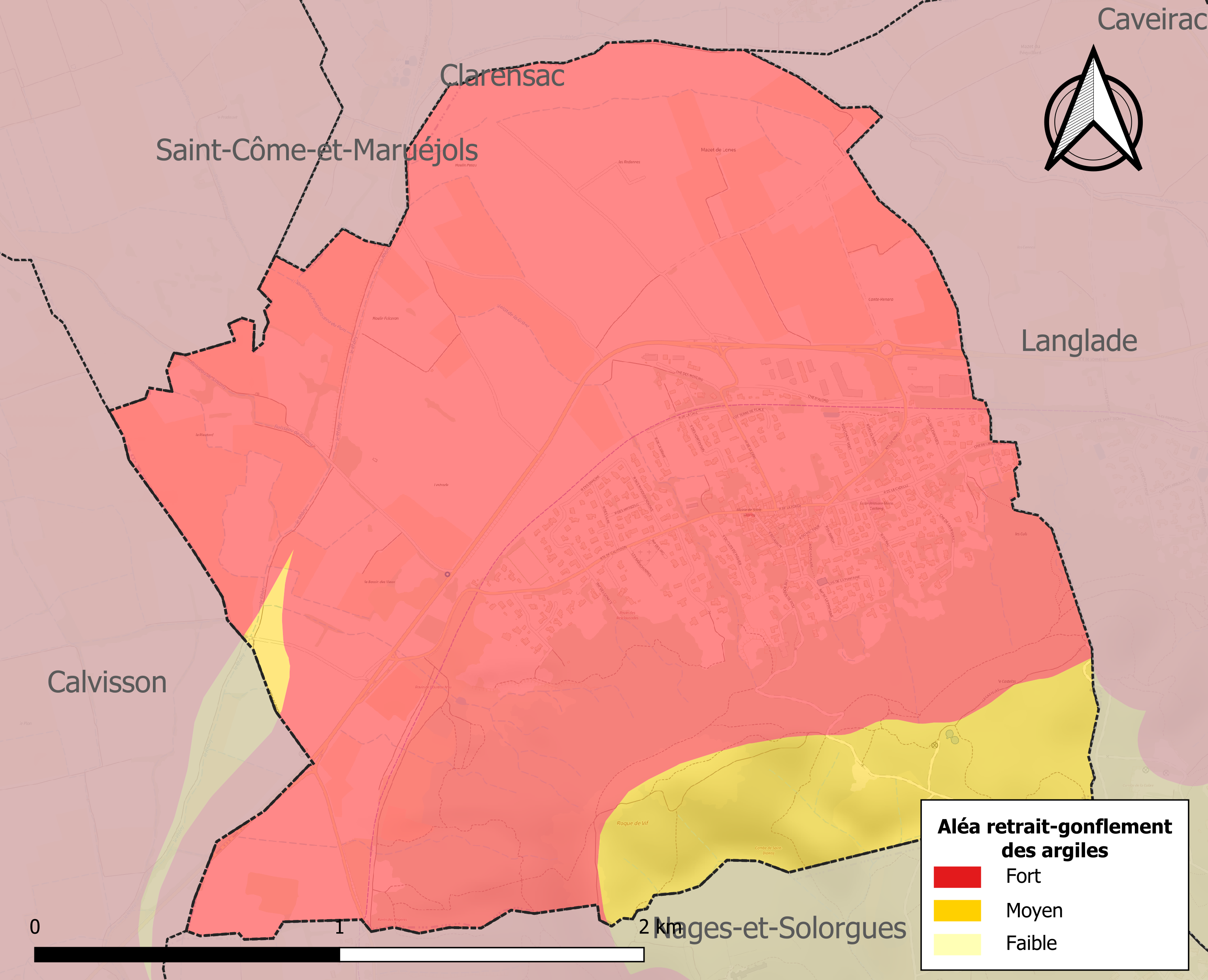
Carte des zones d'aléa retrait-gonflement des sols argileux de Saint-Dionisy.

Le retrait-gonflement des sols argileux est susceptible d'engendrer des dommages importants aux bâtiments en cas d’alternance de périodes de sécheresse et de pluie. La totalité de la commune est en aléa moyen ou fort (67,5 % au niveau départemental et 48,5 % au niveau national). Sur les 386 bâtiments dénombrés sur la commune en 2019, 386 sont en aléa moyen ou fort, soit 100 %, à comparer aux 90 % au niveau départemental et 54 % au niveau national. Une cartographie de l'exposition du territoire national au retrait gonflement des sols argileux est disponible sur le site du BRGM,.
Par ailleurs, afin de mieux appréhender le risque d’affaissement de terrain, l'inventaire national des cavités souterraines permet de localiser celles situées sur la commune.

#### Risques technologiques
Le risque de transport de matières dangereuses sur la commune est lié à sa traversée par des infrastructures routières ou ferroviaires importantes ou la présence d'une canalisation de transport d'hydrocarbures. Un accident se produisant sur de telles infrastructures est en effet susceptible d’avoir des effets graves au bâti ou aux personnes jusqu’à 350 m, selon la nature du matériau transporté. Des dispositions d’urbanisme peuvent être préconisées en conséquence.

## Histoire
Oppidum de Roque de Viou, fondé par les Volques Acéromiques.
Cet oppidum a ensuite été délaissé par les Volques pour l'Oppidum de Nages.
Locus de Sancto-Dyonisio (dénombrement de la Sénéchaussée) 1384.
La commune élit un maire PCF en 1935. La signature du pacte germano-soviétique suivie du déclenchement de la Seconde Guerre mondiale ont des répercussions rapides sur la vie des communes communistes ; le maire de Saint-Dionisy est suspendu en application du décret du 18 octobre 1939.

## Héraldique
| Blason de Saint-Dionisy | Blason  | D'argent à l'olivier arraché de sinople.         |
| Blason de Saint-Dionisy | Détails | Le statut officiel du blason reste à déterminer. |

## Politique et administration
| Période   | Période      | Identité         | Étiquette | Qualité                                     |
| --------- | ------------ | ---------------- | --------- | ------------------------------------------- |
| 1935      | octobre 1939 |                  | PCF       | suspendu                                    |
|           |              |                  |           | président de la délégation spéciale         |
| 1945      | mars 1965    | René Brunel      |           |                                             |
| 1965      | mars 1977    | Aimé Boissier    |           |                                             |
| 1977      | 1986         | André Marotte    |           |                                             |
| 1986      | mars 1995    | William Poirier  |           |                                             |
| 1995      | mars 2008    | Bernard Sérafini |           |                                             |
| mars 2008 | juil 2020    | Michel Gabach    | ECO       | Retraité - V-P de Nîmes Métropole 2008-2014 |
| juil 2020 | en cours     | J.C. Grégoire    |           |                                             |

### Canton
La commune fait partie du canton de Saint-Gilles, qui dépend de l'arrondissement de Nîmes et de la deuxième circonscription du Gard.

### Intercommunalité
La commune fait partie de la communauté d'agglomération Nîmes Métropole (CANM), dont le siège se trouve à Nîmes et dont le président est Franck PROUST (LR).

## Démographie
L'évolution du nombre d'habitants est connue à travers les recensements de la population effectués dans la commune depuis 1793. Pour les communes de moins de 10 000 habitants, une enquête de recensement portant sur toute la population est réalisée tous les cinq ans, les populations de référence des années intermédiaires étant quant à elles estimées par interpolation ou extrapolation. Pour la commune, le premier recensement exhaustif entrant dans le cadre du nouveau dispositif a été réalisé en 2008.

En 2022, la commune comptait 1 071 habitants, en évolution de +4,9 % par rapport à 2016 (Gard : +2,97 %, France hors Mayotte : +2,11 %).
| 1793 | 1800 | 1806 | 1821 | 1831 | 1836 | 1841 | 1846 | 1851 |
| ---- | ---- | ---- | ---- | ---- | ---- | ---- | ---- | ---- |
| 252  | 259  | 260  | 330  | 293  | 280  | 270  | 262  | 260  |

| 1856 | 1861 | 1866 | 1872 | 1876 | 1881 | 1886 | 1891 | 1896 |
| ---- | ---- | ---- | ---- | ---- | ---- | ---- | ---- | ---- |
| 268  | 273  | 333  | 315  | 254  | 236  | 187  | 200  | 203  |

| 1901 | 1906 | 1911 | 1921 | 1926 | 1931 | 1936 | 1946 | 1954 |
| ---- | ---- | ---- | ---- | ---- | ---- | ---- | ---- | ---- |
| 216  | 222  | 199  | 244  | 204  | 226  | 204  | 190  | 194  |

| 1962 | 1968 | 1975 | 1982 | 1990 | 1999 | 2006 | 2008 | 2013 |
| ---- | ---- | ---- | ---- | ---- | ---- | ---- | ---- | ---- |
| 191  | 160  | 216  | 370  | 401  | 633  | 818  | 871  | 978  |

| 2018  | 2022  | - | - | - | - | - | - | - |
| ----- | ----- | - | - | - | - | - | - | - |
| 1 056 | 1 071 | - | - | - | - | - | - | - |

## Économie

### Revenus
En 2018  (données Insee publiées en septembre 2021), la commune compte 408 ménages fiscaux, regroupant 1 043 personnes. La médiane du revenu disponible par unité de consommation est de 24 460 € (20 020 € dans le département).

### Emploi
|                | 2008   | 2013  | 2018 |
| -------------- | ------ | ----- | ---- |
| Commune        | 6,5 %  | 7,8 % | 9 %  |
| Département    | 10,6 % | 12 %  | 12 % |
| France entière | 8,3 %  | 10 %  | 10 % |

En 2018, la population âgée de 15 à 64 ans s'élève à 677 personnes, parmi lesquelles on compte 77,5 % d'actifs (68,5 % ayant un emploi et 9 % de chômeurs) et 22,5 % d'inactifs,. Depuis 2008, le taux de chômage communal (au sens du recensement) des 15-64 ans est inférieur à celui de la France et du département.
La commune fait partie de la couronne de l'aire d'attraction de Nîmes, du fait qu'au moins 15 % des actifs travaillent dans le pôle,. Elle compte 209 emplois en 2018, contre 180 en 2013 et 154 en 2008. Le nombre d'actifs ayant un emploi résidant dans la commune est de 469, soit un indicateur de concentration d'emploi de 44,6 % et un taux d'activité parmi les 15 ans ou plus de 61,7 %.
Sur ces 469 actifs de 15 ans ou plus ayant un emploi, 38 travaillent dans la commune, soit 8 % des habitants. Pour se rendre au travail, 92,5 % des habitants utilisent un véhicule personnel ou de fonction à quatre roues, 3 % les transports en commun, 3,3 % s'y rendent en deux-roues, à vélo ou à pied et 1,3 % n'ont pas besoin de transport (travail au domicile).

### Activités hors agriculture

#### Secteurs d'activités
99 établissements sont implantés  à Saint-Dionisy au 31 décembre 2019. Le tableau ci-dessous en détaille le nombre par secteur d'activité et compare les ratios avec ceux du département,.
| Secteur d'activité                                                                                        | Commune | Commune | Département |
| Secteur d'activité                                                                                        | Nombre  | %       | %           |
| --- | ------- | ------- | ----------- |
| Ensemble                                                                                                  | 99      | 100 %   | (100 %)     |
| Industrie manufacturière, industries extractives et autres                                                | 5       | 5,1 %   | (7,9 %)     |
| Construction                                                                                              | 20      | 20,2 %  | (15,5 %)    |
| Commerce de gros et de détail, transports, hébergement et restauration                                    | 19      | 19,2 %  | (30 %)      |
| Information et communication                                                                              | 3       | 3 %     | (2,2 %)     |
| Activités financières et d'assurance                                                                      | 4       | 4 %     | (3 %)       |
| Activités immobilières                                                                                    | 5       | 5,1 %   | (4,1 %)     |
| Activités spécialisées, scientifiques et techniques et activités de services administratifs et de soutien | 16      | 16,2 %  | (14,9 %)    |
| Administration publique, enseignement, santé humaine et action sociale                                    | 13      | 13,1 %  | (13,5 %)    |
| Autres activités de services                                                                              | 14      | 14,1 %  | (8,8 %)     |

Le secteur de la construction est prépondérant sur la commune puisqu'il représente 20,2 % du nombre total d'établissements de la commune (20 sur les 99 entreprises implantées  à Saint-Dionisy), contre 15,5 % au niveau départemental.

#### Entreprises et commerces
Les trois entreprises ayant leur siège social sur le territoire communal qui génèrent le plus de chiffre d'affaires en 2020 sont : 
- Negauto, commerce de voitures et de véhicules automobiles légers (7 042 k€)
- IP Investissement Patrimonial, agences immobilières (251 k€)
- Les Chapes Du Sud, travaux de revêtement des sols et des murs (138 k€)

### Agriculture
Le nombre d'exploitations agricoles en activité et ayant leur siège dans la commune est de 8 lors du recensement agricole de 2020 et la surface agricole utilisée de 174 ha,.

## Culture locale et patrimoine

### Lieux et monuments
- Oppidum de Roque de Viou (également sur commune de Nages-et-Solorgues). Site archéologique (Âge du fer 2 ; Antiquité). L'oppidum (cad. Saint-Dionizy B 758 à 791, lieu-dit Roque-de-Vif, Nages-et-Solorgues A 346, lieu-dit les Combes, 348 à 357, lieu-dit les Castels, 977, lieu-dit les Belardes) : inscription par arrêté du 3 avril 1980 - Les parcelles AC 5, 7 à 9, 11, 12, 14 à 16, 18, 23, 24, 27 à 32, 36 à 38, partie de l'oppidum, en totalité : classement par arrêté du 23 octobre 2006. Une première phase d'habitat s'étend du VIIIe au début du VIe siècle av. J.-C., caractérisée par des cabanes en matériaux périssables et une base creusée dans le rocher. Les foyers sont établis sur un sol en terre battue. Des vases à provision ont été mis au jour. Après un abandon de deux cents ans, une nouvelle ville est édifiée à l'emplacement des cabanes, vers 380-360 av. J.-C. La ville est entourée d'un rempart en pierres sèches jalonné de tours quadrangulaires. Vers 290-280, cette ville est abandonnée au profit du site voisin de Nages. Le site est partiellement réoccupé à l'époque gallo-romaine, entre 25 apr. J.-C. et 50 apr. J.-C. Propriété de la commune.
- Temple protestant : ancienne église d'origine romane contre laquelle fut accolée en 1876 une tour d'horloge surmontée d'un gracieux campanile en forme de bulbe.
- Deux anciens lavoirs
- Pittoresque et ancien cimetière protestant au milieu d'une superbe forêt de cyprès dominant le village sur la face nord de la Roque de Viou.

Nota : avec Boissières, il s'agit du seul village de Vaunage à ne pas posséder d'église pour le culte catholique.
À noter également qu'au milieu des années 1940, des prospections géologiques systématiques accompagnées de forages très profonds (près de 3000 m) en vue de trouver d'éventuelles nappes de pétrole ont été effectués sur le territoire communal et dans la plaine de la Vaunage. Ces recherches se sont néanmoins révélées infructueuses. En février et mars 2011, la société Total procède au rebouchage de l'un de ces puits à Saint Dionizy mais avec une suspicion forte d'essais et de procédés de recherche de gaz de schiste...

### Personnalités liées à la commune
- Maurice Agulhon, professeur au Collège de France.
- Pierre Baux, médecin français.
- Raoul Stéphan, auteur de l'ouvrage régionaliste « Bécagrun » retraçant l'histoire et la vie d'un berger et agriculteur en Vaunage à la fin du XIXe et au début du XXe siècle.

## Galeries

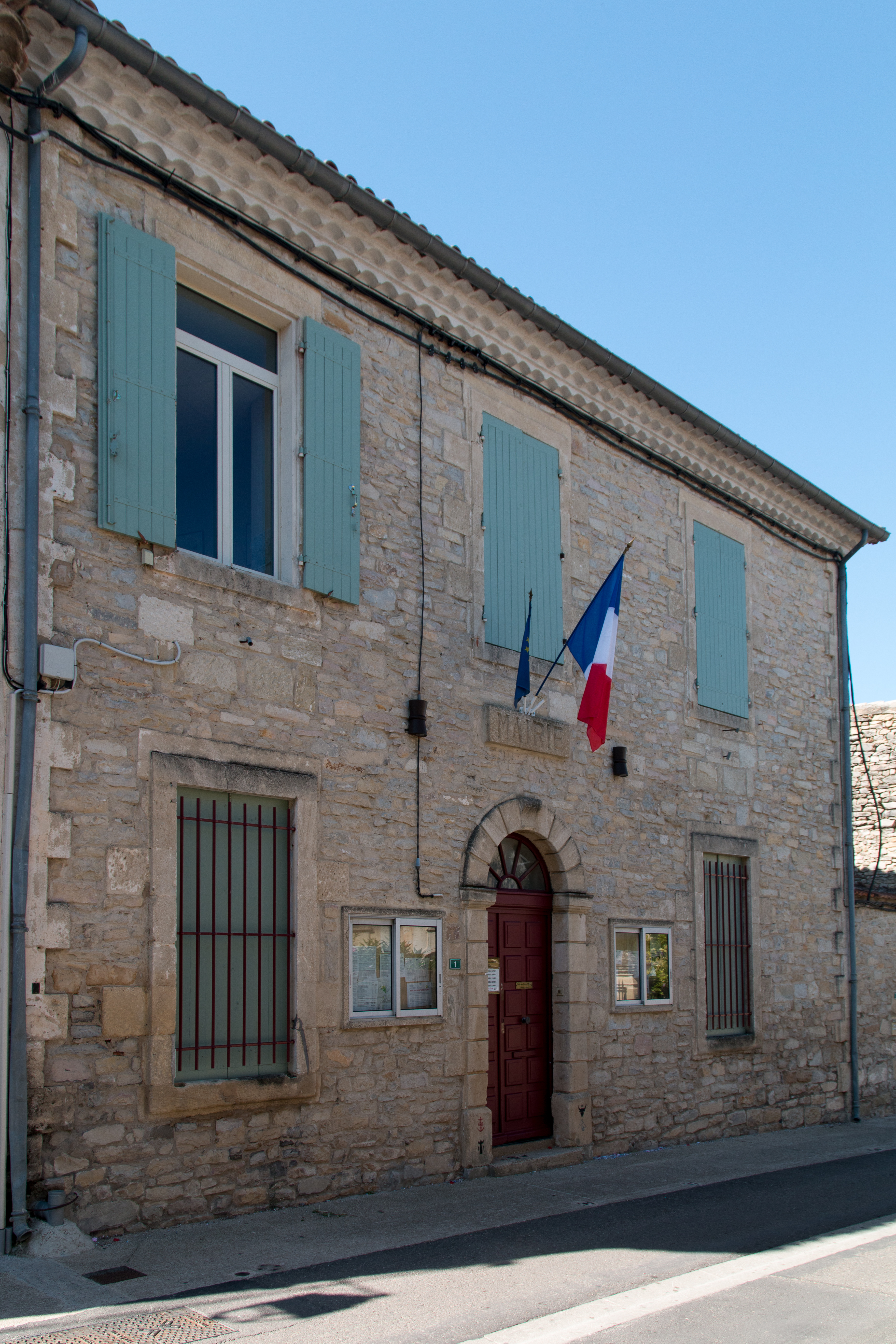
Mairie.
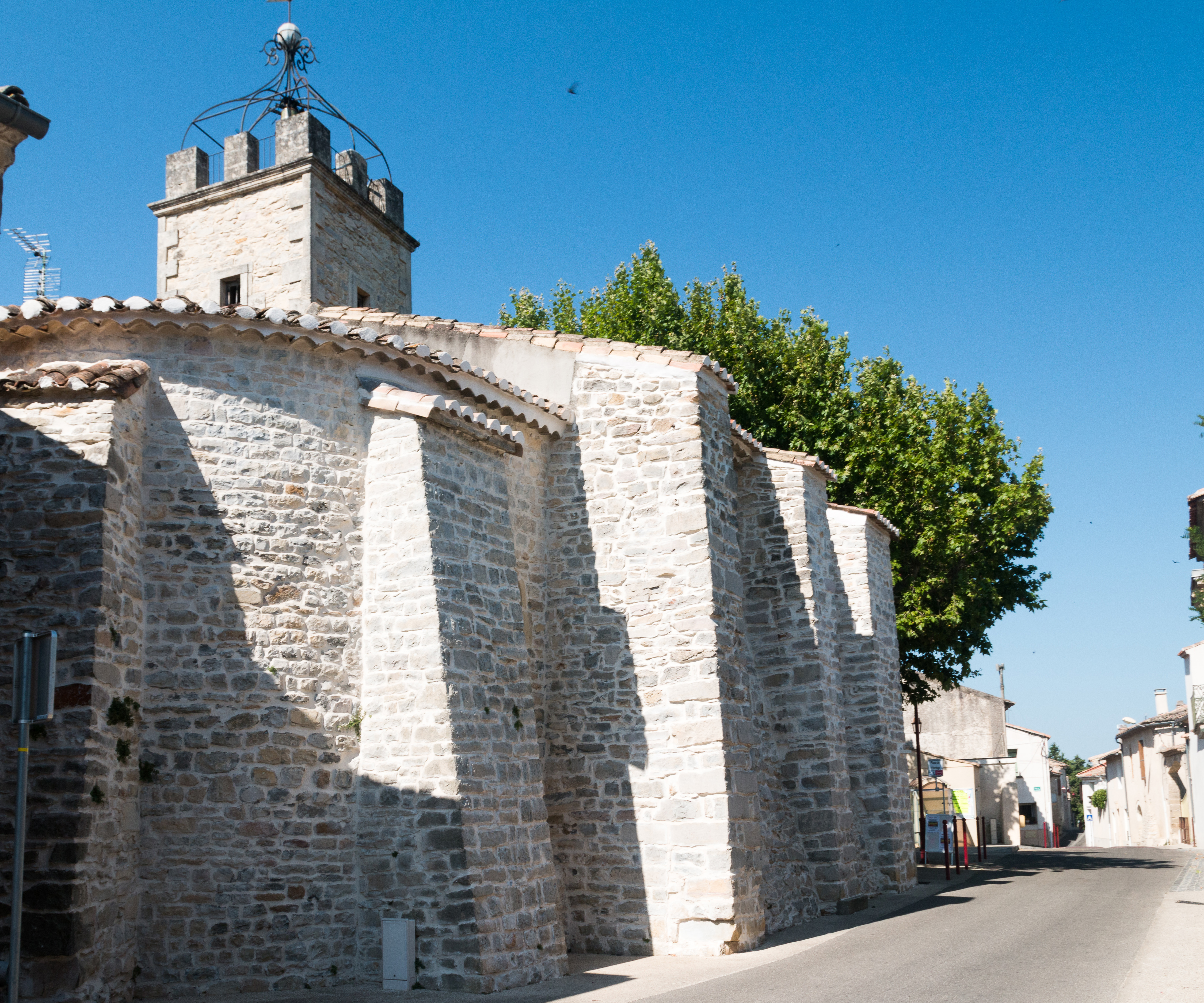
Temple protestant.
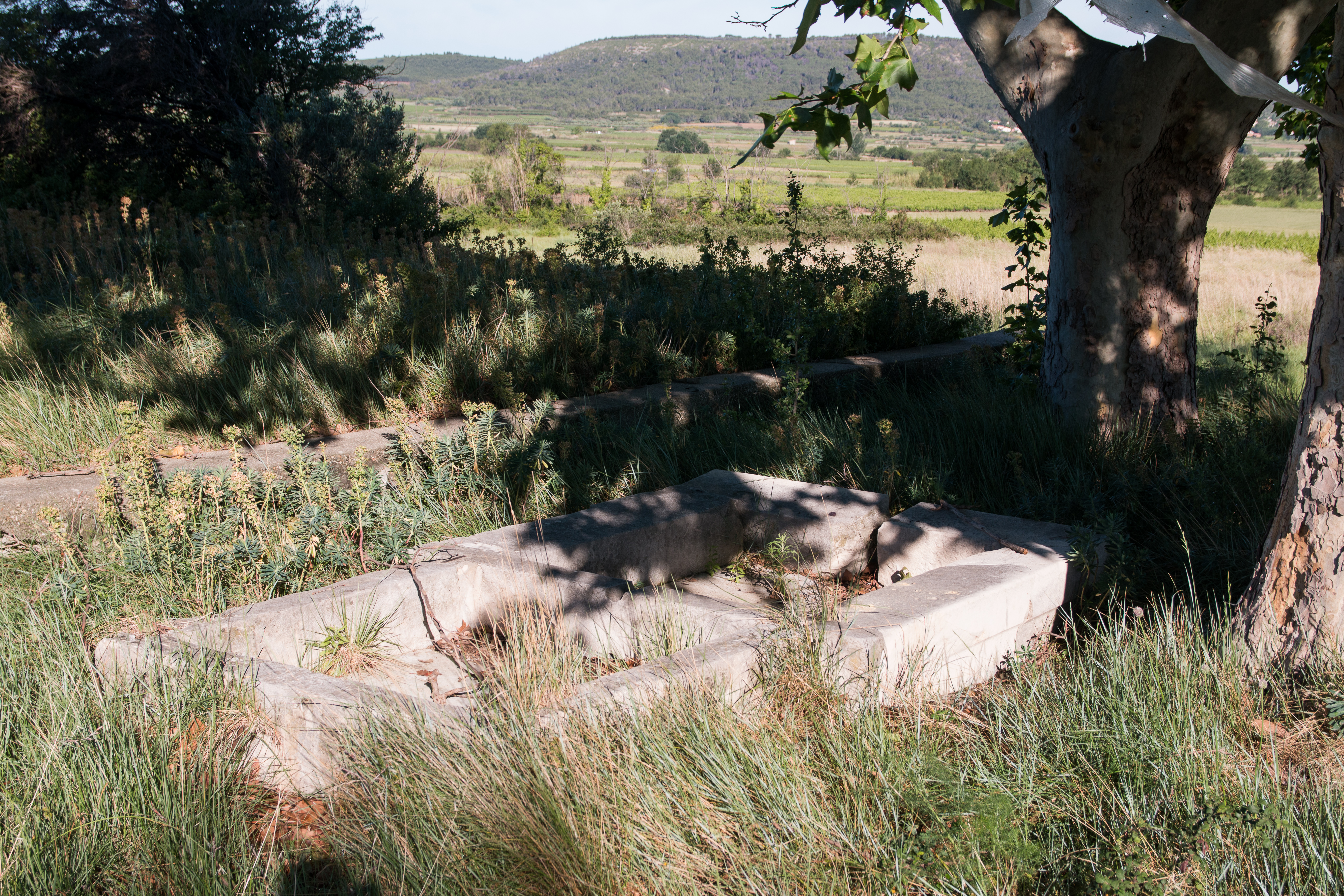
Lavoir de la route de Nîmes
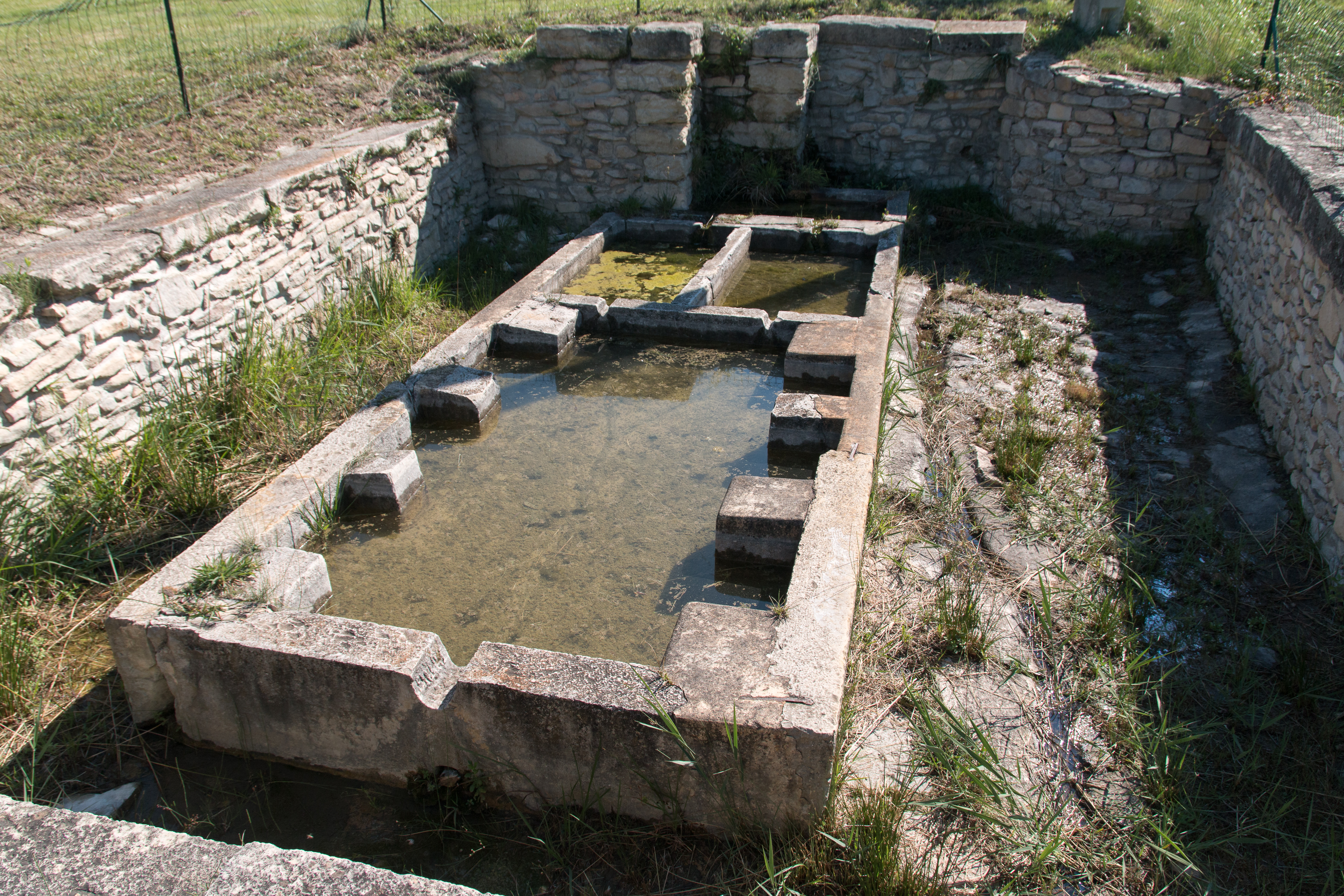
Lavoir du chemin de Calvisson.
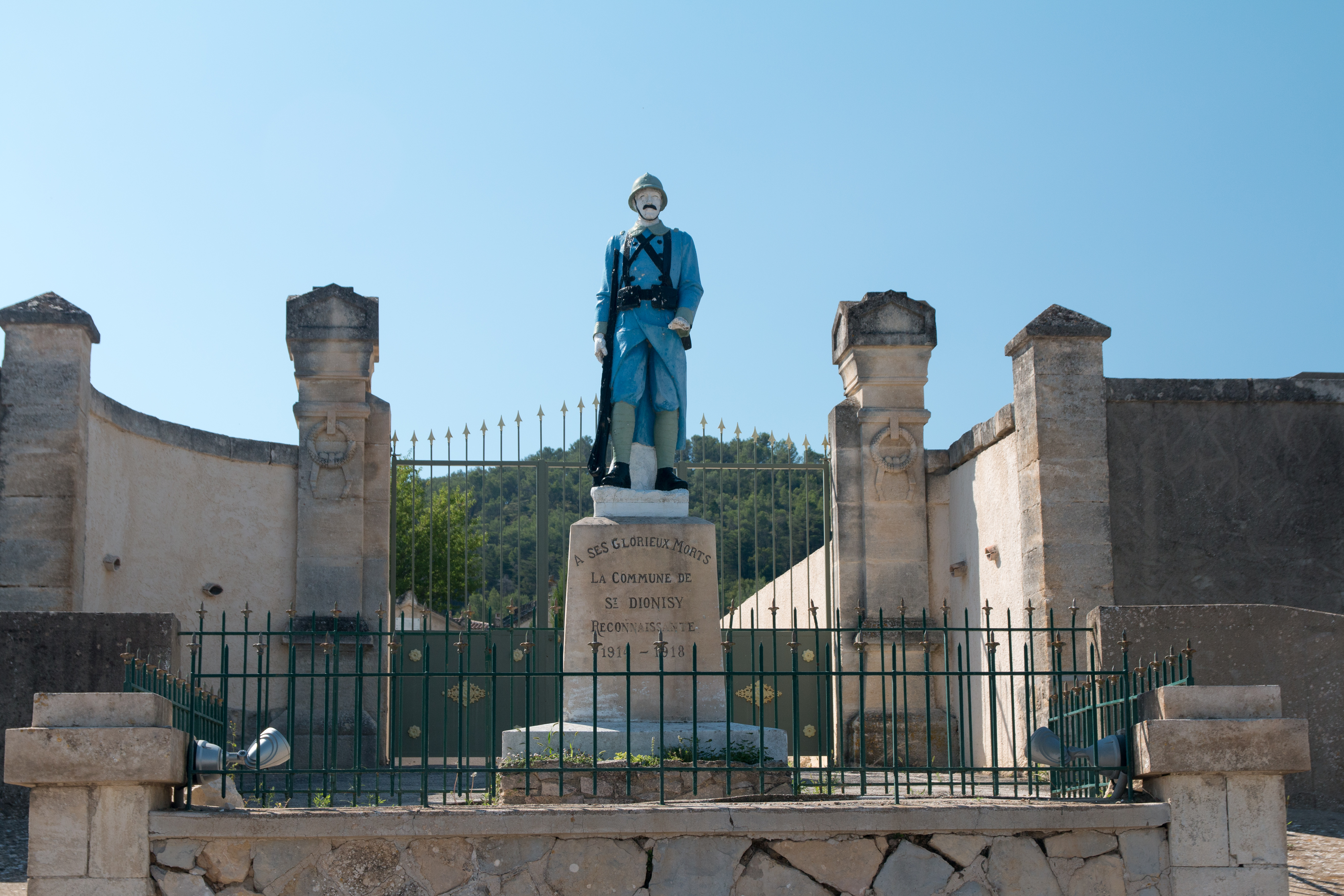
Monument aux morts.